# 尼亞胡魯魯
尼亞胡魯魯是東非國家肯雅的城鎮，由裂谷省負責管轄，位於納庫魯以東，海拔高度2,303米，不少馬拉松選手選擇在該鎮進行長跑的專業訓練，人口24,751。
0°2′N 36°22′E / 0.033°N 36.367°E